# 1991 في إيطاليا
فيما يلي قوائم الأحداث التي وقعت خلال عام 1991 في إيطاليا.

## سياسة

### تعيين في المنصب
- 1 يناير – إميليو بيكاسو Director of the Scuola Normale Superiore ‏.
- 13 أبريل – جيوفاني جوريا Italian Minister of Agriculture ‏.
- 2 مايو – جيوفاني سبادوليني عضو مجلس الشيوخ مدى الحياة.
- 1 يونيو – جوليو أندريوتي عضو مجلس الشيوخ مدى الحياة،عضو مجلس الشيوخ الإيطالي.
- 1 يونيو – جياني أنيللي عضو مجلس الشيوخ مدى الحياة.

### انتهاء فترة المنصب
- 31 مايو – جوليو أندريوتي عضو مجلس النواب في الجمهورية الإيطالية.

## أفلام
من الأفلام التي صدرت هذه السنة في إيطاليا:
- 1 يناير – الأبيض المتوسط من إخراج Gabriele Salvatores [الإنجليزية]‏.
- 1 يناير – الشياطين 3 من إخراج Umberto Lenzi [الإنجليزية]‏.
- 1 يناير – طوق الحمامة المفقود من إخراج الناصر خمير.

## مواليد

### يناير
- 2 يناير – دافيدي سانتون لاعب كرة قدم إيطالي.
- 7 يناير – مايكل أنجلو ألبرتازي لاعب كرة قدم إيطالي.
- 8 يناير – ريكاردو موراشيني لاعب كرة سلة إيطالي.
- 9 يناير – فيروتشيو لامبورجيني متسابق دراجات نارية إيطالي.
- 11 يناير – أندريا بيرتولاتشي لاعب كرة قدم إيطالي.
- 15 يناير – روبرتو تامبوريني متسابق دراجات نارية إيطالي.
- 15 يناير – ماتيا تروزي متسابق دراجات نارية إيطالي.
- 26 يناير – نيكولو ميلي لاعب كرة سلة إيطالي.

### فبراير
- 1 فبراير – لوكا كالديرولا لاعب كرة قدم إيطالي.

### مارس
- 11 مارس – أليساندرو فلورينزي لاعب كرة قدم إيطالي.
- 20 مارس – ماتيا ديسترو لاعب كرة قدم إيطالي.
- 29 مارس – فابيو بوريني لاعب كرة قدم إيطالي.

### أبريل
- 11 أبريل – تياغو ألكانتارا لاعب كرة قدم برازيلي.
- 17 أبريل – جيوفاني بونتي متسابق دراجات نارية إيطالي.
- 28 أبريل – كاتيا شروفينكر لاعبة كرة قدم.

### مايو
- 7 مايو – إليسا بارتولي لاعبة كرة قدم إيطالية.
- 10 مايو – جيانماركو زيجوني لاعب كرة قدم إيطالي.
- 18 مايو – إغنازيو كارتا لاعب كرة قدم إيطالي.

### يونيو
- 2 يونيو – أليساندرو أندريوزي متسابق دراجات نارية إيطالي.
- 4 يونيو – لورينزو إينسيني لاعب كرة قدم إيطالي.
- 19 يونيو – ريكاردو سيرفي لاعب كرة سلة إيطالي.
- 25 يونيو – سيموني زازا لاعب كرة قدم إيطالي.

### يوليو
- 9 يوليو – جويا باربييري لاعبة كرة مضرب إيطالية.
- 10 يوليو – رافايللي ماييلو لاعب كرة قدم إيطالي.

### أغسطس
- 12 أغسطس – جوليا ماير لاعبة كرة مضرب إيطالية.
- 19 أغسطس – ألبرتو برينيولي لاعب كرة قدم إيطالي.
- 21 أغسطس – أندريا دي نيكولاو لاعب كرة سلة إيطالي.
- 22 أغسطس – فيديريكو ماكيدا لاعب كرة قدم إيطالي.

### سبتمبر
- 17 سبتمبر – أوغوستو ليما لاعب كرة سلة برازيلي.
- 23 سبتمبر – جوليو غازوتي لاعب كرة سلة إيطالي.

### أكتوبر
- 25 أكتوبر – ماركو دافيدي لاعب كرة قدم إيطالي.
- 31 أكتوبر – ميشيل فيتالي لاعب كرة سلة إيطالي.

### نوفمبر
- 8 نوفمبر – ريكاردو ستاكليوتي دراج إيطالي.
- 23 نوفمبر – أكيلي بولونارا لاعب كرة سلة إيطالي.
- 26 نوفمبر – مانولو غابياديني لاعب كرة قدم إيطالي.

### ديسمبر
- 5 ديسمبر – جاكوبو سالا لاعب كرة قدم إيطالي.
- 10 ديسمبر – إليسا ونغو بورغيني درّاجة طريق إيطالية.
- 21 ديسمبر – ريكاردو سابونارا لاعب كرة قدم إيطالي.
- 30 ديسمبر – كاميلا جيورجي لاعبة كرة مضرب إيطالية.

## وفيات

### فبراير
- 6 فبراير – سلفادور لوريا (مواليد 1912)
- 27 فبراير – لويجي بيرفيرزي (مواليد 1906) لاعب كرة قدم إيطالي.

### يوليو
- 13 يوليو – ريكاردو لاتزني (مواليد 1934) حكم كرة قدم إيطالي.
- 27 يوليو – جينو كولاوسي (مواليد 1914) لاعب كرة قدم إيطالي.

### سبتمبر
- 3 سبتمبر – فرانك كابرا (مواليد 1897)
- 9 سبتمبر – كونسيتو لو بيلو (مواليد 1924)

### أكتوبر
- 11 أكتوبر – بييترو فيراريس (مواليد 1912) لاعب كرة قدم إيطالي.
- 16 أكتوبر – جياكومو ماري (مواليد 1924) لاعب ومدرب كرة قدم إيطالي.